# Görwel Gyllenstierna
Görwel Christina Carlsdotter Gyllenstierna, född 1646, död 1708 i Östra Eneby församling, Östergötlands län, var en svensk adelsdam. 

## Biografi
Görwel Gyllenstierna föddes 1646.överstelöjtnant Carl Nilsson Gyllenstierna till Fågelvik och Hässelby (1621–1650) och Sidonia Mannersköld (1620–1656).
Hon var välkänd och beryktad i sin samtid för sin bildning och sitt intresse för och utövande av "manliga" sporter: hon kallades "på en gång en Minerva och en amazon" och studerade förutom kemi, teologi och naturalhistoria, som under denna tid var ovanligt för en kvinna, även jakt, fäktning och "ridderliga övningar" hellre än "fruntimmersslöjder", något som var unikt för en kvinna och tilldrog sig stor uppmärksamhet. Hon blev vida omtalad då hon år 1661 utmanade överstelöjtnanten David Kohl på duell, då han hade gift sig med hennes kusin och namne Görwel Nilsdotter Gyllenstjerna mot familjens vilja. 

### Familj
Görwel Gyllenstierna gifte sig 1670 med överstelöjtnant Leonard Schulman (1644–1677) vid ett infanteriregemente, son till överkommendanten Otto Schulman och Anna Catharina von Mörner. De fick tillsammans barnen ryttmästaren Otto Henrik Schulman (1672–1702) vid Östgöta kavalleriregemente och Hedvig Lovisa Schulman.
Vid makens död 1677 övertog hon Leonardsbergs gård.